# Vorderes Schwabinger Tor

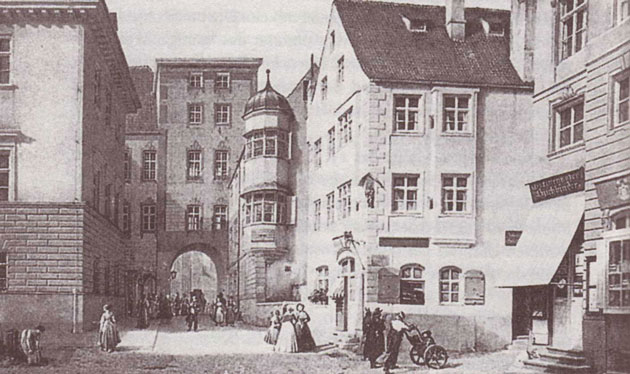
Vorderes Schwabinger Tor (19. Jahrhundert)

Das Vordere Schwabinger Tor war eines der fünf Stadttore der gegen Ende des 12. Jahrhunderts erbauten ersten Stadtmauer des mittelalterlichen Münchens. Es war eines der beiden Tore im Norden der Altstadt und lag etwa an der Stelle, an der heute der Hofgraben auf die Dienerstraße trifft.

## Geschichte
Erstmals urkundlich erwähnt wurde das Vordere Schwabinger Tor 1332. Es wurde nach seinen Bewohnern auch als Krümleinsturm (14. Jahrhundert, nach dem Stadtschreiber Peter Krümmel), Muggenthaler Turm (17. Jahrhundert, nach dem zeitweiligen Besitzer und östlichen Nachbarn Freiherr von Muggenthal), La-Rossee-Turm (18. Jahrhundert, nach der Reichsgräfin Maria Johanna Elisabetha Larosée, der Ehefrau von Johann Kaspar Basselet von La Rosée, die den Turm 1752 geerbt hatte) und im 19. Jahrhundert als Polizeiturm bezeichnet.
Gelegentlich wird auch die Bezeichnung Inneres Schwabinger Tor verwendet, die aber mehrdeutig ist, da damit auch das Hintere Schwabinger Tor bezeichnet wird.
Das Vordere Schwabinger Tor war ein einfacher Turm mit Tordurchfahrt. Im November/Dezember 1842 wurde das Tor abgerissen. Seine Kellergewölbe sind noch erhalten und liegen unter der Nordostecke des Marienhofs (ehemals Dienerstraße 11).